# São Pedro do Iguaçu
São Pedro do Iguaçu ist ein brasilianisches Munizip im Westen des Bundesstaats Paraná. Es hat 5.784 Einwohner (2022), die sich São-Pedrenser nennen. Seine Fläche beträgt 308 km². Es liegt 552 Meter über dem Meeresspiegel.

## Etymologie
Der Name der Gemeinde geht auf einen Siedler zurück, der am 29. Juni 1963 das erste Haus des Dorfes baute. Er benannte den Ort nach dem Heiligen des Tages: Sankt Peter. Als die Erhebung zum Munizip stattfand, waren drei Namen im Gespräch: São Pedro do Oeste, São Pedro do Paraná und São Pedro do Iguaçu. Letzterer wurde per Mehrheitsentscheid gewählt.

## Geschichte

### Besiedlung
Die Besiedlung von São Pedro do Iguaçu begann im Jahr 1963, als 1452 Hektar gerodet wurden, um das Dorf zu bauen. Die Region bestand praktisch aus Urwald mit seinen natürlichen Reichtümern. Es verfügte über viele Gewässer.
Die Bevölkerung stammte ursprünglich aus Minas Gerais und aus dem Nordosten Brasiliens. Landwirtschaft und Viehzucht waren der Hauptgrund für die Ankunft der ersten Siedler, und auch heute noch ist dieser Sektor die Grundlage der Wirtschaft. Die Anfänge von San Pedro waren alles andere als friedlich. Es wurden sehr ernste Landkonflikte mit viel Blutvergießen unter den Pionieren ausgetragen.
Die Wirtschaft der Gemeinde war im ersten Jahrzehnt durch den Wirtschaftskreislauf des Holzes geprägt, in dem die Gewinnung von Palmherzen eine wichtige Rolle spielte.

### Erhebung zum Munizip
São Pedro do Iguaçu wurde durch das Staatsgesetz Nr. 9336 vom 16. Juli 1990 aus Toledo ausgegliedert und in den Rang eines Munizips erhoben. Es wurde am 1. Januar 1993 als Munizip installiert.

## Geografie

### Fläche und Lage
São Pedro do Iguaçu liegt auf dem Terceiro Planalto Paranaense (der Dritten oder Guarapuava-Hochebene von Paraná). Seine Fläche beträgt 308 km². Es liegt auf einer Höhe von 552 Metern.

### Vegetation
Das Biom von São Pedro do Iguaçu ist Mata Atlântica.

### Klima
Das Klima ist gemäßigt warm. Es werden hohe Niederschlagsmengen verzeichnet (1980 mm pro Jahr). Im Jahresdurchschnitt liegt die Temperatur bei 21,5 °C. Die Klimaklassifikation nach Köppen und Geiger lautet Cfa.

### Gewässer
São Pedro do Iguaçu liegt abweichend von seinem Namen vollständig im Einzugsgebiet des Paraná zwischen dem Rio Santa Quitéria im Norden und dem Rio São Francisco Falso im Süden. Der Rio Santa Quitéria mündet in den linken Paraná-Nebenfluss Rio São Francisco Verdadeiro.

### Straßen
São Pedro do Iguaçu ist über die PR-585 mit Toledo im Norden und der BR-277 im Süden verbunden. Über die PR-586 kommt man im Osten nach Santa Tereza do Oeste und nach São José das Palmeiras im Westen.

### Nachbarmunizipien
| Ouro Verde do Oeste                         | Toledo                                      |                       |
| São José das Palmeiras und Diamante d’Oeste | Kompassrose, die auf Nachbargemeinden zeigt | Cascavel              |
|                                             | Vera Cruz do Oeste und Céu Azul             | Santa Tereza do Oeste |

## Stadtverwaltung
Bürgermeister: José Aroldo Malvestio, PSD (2021–2024)
Vizebürgermeister: Jacir José Dalbosco, PSD (2021–2024)

## Demografie

### Bevölkerungsentwicklung
| Jahr | Einwohner | Stadt | Land |
| ---- | --------- | ----- | ---- |
| 2000 | 7.277     | 55 %  | 45 % |
| 2010 | 6.491     | 62 %  | 38 % |
| 2022 | 5.784     |       |      |

Quelle: IBGE, bis 2010: Volkszählungen und Volkszählung 2022

### Ethnische Zusammensetzung
| Gruppe * | 2000    | 2010    | wer sich als …                                                                   |
| --- | ------- | ------- | -------------------------------------------------------------------------------- |
| Weiße | 62,5 %  | 56,7 %  | weiß bezeichnet                                                                  |
| Schwarze | 3,1 %   | 3,6 %   | schwarz bezeichnet                                                               |
| Gelbe | 0,3 %   | 1,0 %   | von fernöstlicher Herkunft wie japanisch, chinesisch, koreanisch etc. bezeichnet |
| Braune | 34,1 %  | 38,7 %  | braun oder als Mischung aus mehreren Gruppen bezeichnet                          |
| Indigene | 0,0 %   | 0,0 %   | Ureinwohner oder Indio bezeichnet                                                |
| ohne Angabe | 0,1 %   | 0,0 %   |                                                                                  |
| Gesamt | 100,0 % | 100,0 % |                                                                                  |
| *) Das IBGE verwendet für Volkszählungen ausschließlich diese fünf Gruppen. Es verzichtet bewusst auf Erläuterungen. Die Zugehörigkeit wird vom Einwohner selbst festgelegt. |         |         |                                                                                  |

Quelle: IBGE (Stand: 1991, 2000 und 2010)

## Wirtschaft

### Kennzahlen
Mit einem Bruttoinlandsprodukt pro Einwohner von 31.218,46 R$ bzw. rund 6.900 € lag São Pedro do Iguaçu 2019 an 162. Stelle der 399 Munizipien Paranás.
Sein mittelhoher Index der menschlichen Entwicklung von 0,683 (2010) setzte es auf den 290. Platz der paranaischen Munizipien.